# Lasagne al forno
Le lasagne al forno sono costituite da una sfoglia di pasta all'uovo tagliata in fogli grossolanamente rettangolari detti lasagne, le quali, una volta bollite e scolate, vengono disposte in una sequenza di strati, separati da una farcitura che varia in relazione alle diverse tradizioni locali.

## Origini
Le lasagne sono un piatto antichissimo, che affonda le sue lontane origini nella cucina dell'Europa mediterranea. 
Nel ricettario di Apicio (vissuto fra il I secolo a.C. e il I secolo d.C.) si parla già di un piatto chiamato lagana preparato con sfoglie di pasta alternate ad una farcia di carne, il cui nome deriverebbe dal latino laganum, termine usato dai romani per indicare sia una sfoglia sottile ricavata da un impasto a base di farina sia il recipiente in cui veniva cotta la lagana. 
All’epoca Roma importava cibi e prodotti dai paesi più lontani per cui le ricette descritte da Apicio si riferiscono soprattutto alla tradizione culinara del Mediterraneo.  
Nel Medioevo le lasagne erano ancora molto diffuse, tanto da comparire nei versi di Jacopone da Todi e di Cecco Angiolieri e nel 1282 nei Memoriali Bolognesi, menzionate in un componimento poetico in volgare trascritto da un notaio bolognese negli spazi bianchi fra contratti privati, secondo una pratica in voga a quel tempo.
(Antonio Guidonis de Argele, Rime dei memoriali bolognesi, Mem. 47, 1282, c. 1v.)
Nei successivi secoli la ricetta venne riproposta in diversi ricettari, non solo italiani, tra i quali L'Anonimo Toscano, traduzione in volgare del più noto Liber de coquina.
Nell'opera del napoletano G.B. Crisci del 1634 Lucerna de corteggiani troviamo le "lasagne di monache stufate, mozzarella e cacio", la prima in cui le lasagne vengono farcite con un latticino a pasta filata e passate nel forno.
Ne Il principe dei cuochi, pubblicato a Napoli da Francesco de Palma nel 1881, troviamo una ricetta di "Maccheroni detti lasagne" in cui per la prima volta si suggerisce implicitamente l'uso del pomodoro.
La ricetta delle lasagne al forno non è presente in alcuna edizione del più noto ricettario della gastronomia italiana La scienza in cucina di Pellegrino Artusi, la cui prima edizione venne edita nella città di Firenze nel 1891, né nella versione bolognese, né in quella napoletana. 
La prima traccia scritta sulla preparazione di lasagne alla maniera di Bologna appare nel 1935 nel libro Il ghiottone errante del giornalista Paolo Monelli.

## Varianti regionali
Sebbene esistano molte varianti della ricetta, si hanno due distinte tradizioni nella preparazione della sfoglia di lasagna; una tipica dell'Italia centro-settentrionale ed una riconducibile al centro-sud Italia.

### Piemonte
La tradizione culinaria delle Langhe annovera le lasagne con sangue di maiale o lepre al posto della salsa di pomodoro.

### Veneto
Nel Veneto le lasagne tradizionalmente vengono spesso chiamate pasticcio; molto diffusa è la variante che usa il radicchio rosso di Treviso tardivo al posto del ragù di carne.

### Emilia e Romagna
Si ha notizia trascritta delle lasagne nella città di Bologna già nel 1282. La tradizione emiliana, e più propriamente bolognese, le vuole di colore verde (ottenuto con l'aggiunta alla sfoglia di spinaci o di ortiche), condite a strati alternati di ragù bolognese, besciamella, burro e parmigiano e passate al forno. Fuori dall'Emilia e all'estero questo piatto viene indicato ai turisti come lasagne alla bolognese, attribuzione derivante dal condimento tipico di Bologna. 
Lasagne verdi molto simili, ma con ragù locale (con carne mista bovina-suina e frequente aggiunta di regaglie di pollo) sono diffuse in tutta la Romagna.
Esistono anche varianti, ad esempio con condimenti a base di funghi; quest'ultima è cucinata maggiormente nell'Italia centrale.

### Marche
Nelle Marche i vincisgrassi, simili alle lasagne, sono uno dei piatti più importanti e tipici, specie nei giorni di festa. Il ragù è preparato con carne mista tritata grossolanamente o in pezzetti, con aggiunta di rigaglie di pollo e spezie. La besciamella è abbastanza soda, in modo da avere un piatto più consistente. Le ricette più antiche prevedono anche l'impiego del tartufo e del prosciutto. Nell'impasto, in certe varianti, entrano marsala o vino cotto.
Il timballo ascolano, simile alle lasagne e ai vincisgrassi, differisce da questi per l'assenza della besciamella e per il ragù ottenuto con sola carne di manzo.

### Abruzzo
Nella cucina abruzzese venivano create le cosiddette "sagnitelle" fatte con acqua e farina. La ricetta, molto simile a quella napoletana, era contraddistinta dall'assenza di besciamella nel condimento.

### Campania

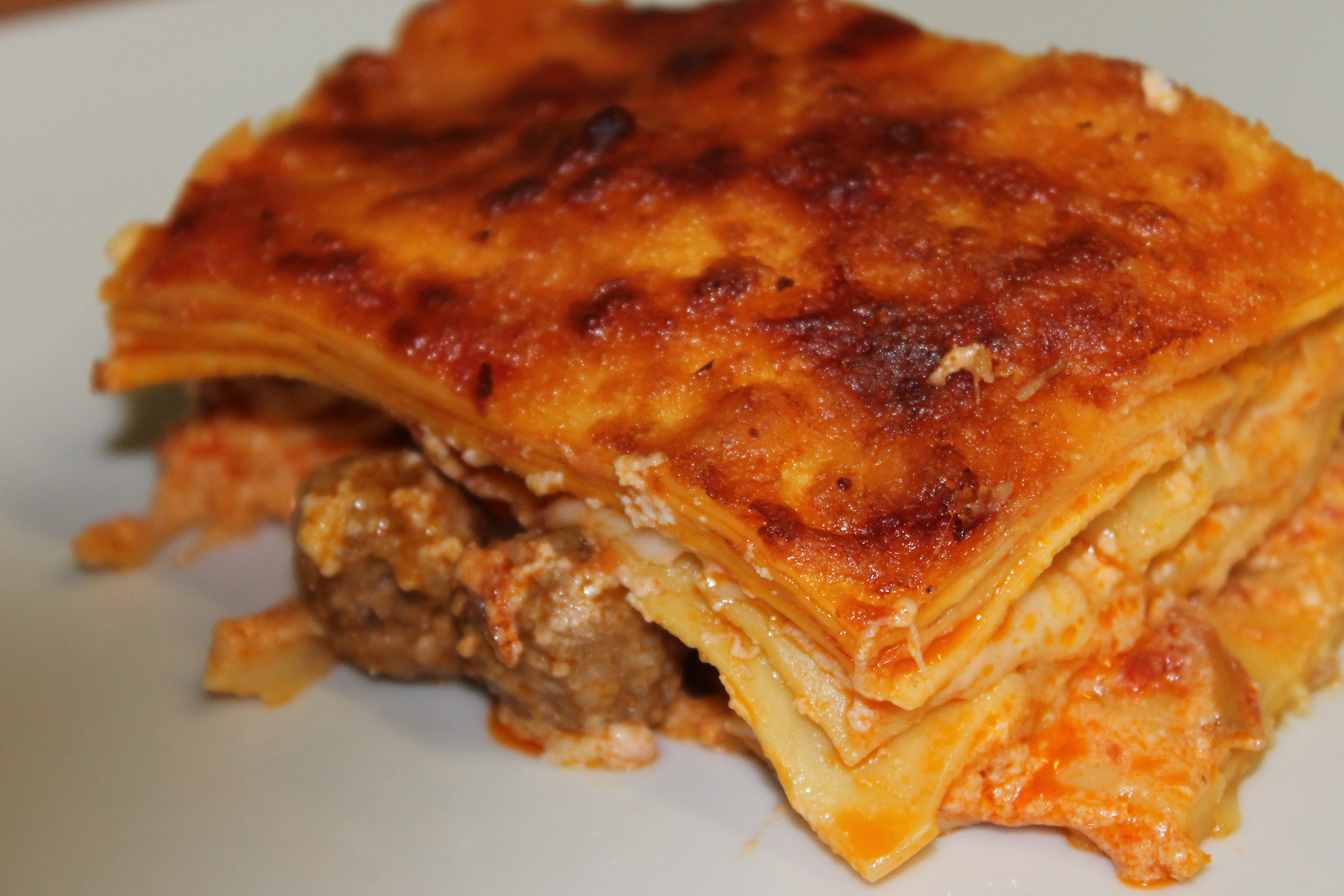
Lasagna napoletana

La versione napoletana della ricetta non contempla utilizzo delle paste all'uovo e prevede tra gli ingredienti il ragù di pomodoro, i latticini, in particolare mozzarella o provola, le polpettine di carne e la ricotta romana.
Le prime ricette, di area napoletana, si registrano nei XIII-XIV secoli. Nato inizialmente per una ricca e fastosa cucina di corte, il piatto ebbe un notevole successo, e se ne trova traccia in molti ricettari europei di epoca rinascimentale.   A partire dal XVII secolo le lasagne al forno divennero via via più popolari, fino ad assumere un ruolo fondamentale nei menù di Carnevale e di Pasqua.

### Sicilia
Nella cucina siciliana la farcitura viene fatta solitamente con uova sode, besciamella, polpettine di carne fritte, formaggi semiduri, ragù con piselli, prosciutto cotto. Talvolta vengono aggiunte melanzane fritte. Esiste anche la variante con la ricotta al posto della besciamella.